# Дхармачакра-правартана-сутра
Дхармача́кра-праварта́на-су́тра («Сутра запуска Дхармачакры», «Dharma-cakra-pravartana Sutra» — транслитерация с санскрита, «Dhammacakkappavattana Sutta» — транслитерация с пали) — самая первая проповедь Будды, произнесённая им более 2500 лет назад около города Бенарес (Варанаси), в Оленьей роще, перед пятью аскетами, с которыми он практиковал ранее, ещё до достижения им Пробуждения. Отсюда зачастую употребляемое название проповеди «Бенареская беседа» («Benares Discourse»). Символика буддизма гласит, что в этот день была повёрнута Дхармачакра (по воззрениям школ махаяны — в первый из трёх раз), и тем самым учение Будды получило своё начало.
Дхармачакра-правартана-сутра содержит в сжатом виде основные положения буддизма:

Так я слышал.

Однажды Блаженный находился в Бенаресе в Заказнике (роще) «Заход [созвездия] Провидцев».

И там Блаженный обратился к пятерым монахам:

«Есть о монахи две крайности, которым не следует подвижник.

Какие две?

Одна — это склонность ко всяким похотям, пошлая, низкая...

Другая — это склонность себя изнурять, тяжкая, бессмысленная.

Какая же дорога ведёт к знанию, к умиротворению, к постижению, к пробуждению?

Это благородная восьмеричная стезя».

Далее Будда излагает четыре благородные истины и в завершение напоминает ещё раз о восьмеричном пути, который уже назван им в начале проповеди.
Дхармачакра-правартана-сутра содержит основу учения Будды: достижение пробуждения посредством как аналитического знания (практически эта проповедь — своеобразный анализ бытия), так и практики медитации и достижения состояния нирваны (нирвана — аспект пробуждения, в буддизме это не просто «блаженное расслабленное состояние») — то есть речь идёт о практике «Срединного пути» («Восьмеричного Пути»), разумной работы над мышлением с целью очистки ума от умопомрачений, аффектов (терминология А. В. Парибка, термин «аффекты» в смысле «клеши» он предложил при переводе палийских текстов) — клеш с одновременным философским осознанием Четырёх Благородных Истин.
Сутра существует на языке пали, на санскрите, китайском, японском и других языках в рамках канонов на этих языках. На европейские языки переводилась многократно. На русский язык переведена российским буддологом и переводчиком А. В. Парибком в 1989 г.

#### Полный текст Сутты с построчным переводом
| Пали | Русский |
| --- | --- |
| Ekaṃ samayaṃ bhagavā bārāṇasiyaṃ viharati isipatane miga·dāye. Tatra kho bhagavā pañca·vaggiye bhikkhū āmantesi: | Однажды, Благословенный (Bhagavā) пребывал в Варанаси в Оленьем парке в Исипатане. Там он обратился к группе из пяти бхиккху: |
| Dve·me, bhikkhave, antā pabbajitena na sevitabbā. Katame dve? Yo c·āyaṃ kāmesu kāma·sukh·allik·ānuyogo hīno gammo pothujjaniko an·ariyo an·attha·saṃhito, yo c·āyaṃ attakilamath·ānuyogo dukkho an·ariyo an·attha·saṃhito. Ete kho, bhikkhave, ubho ante an·upagamma majjhimā paṭipadā tathāgatena abhisambuddhā cakkhu·karaṇī ñāṇa·karaṇī upasamāya abhiññāya sambodhāya nibbānāya saṃvattati. | В эти два крайности, бхиккху, не следует вдаваться тем, кто ушел из мирской жизни. Какие два? Одна, это приверженность чувственным удовольствиям (kāma), низменная, вульгарная, пустая, не благая, лишенная пользы; и, другая, это приверженность к самоистязанию, что также dukkha, не приносит блага, лишена пользы. Не вдаваясь в эти две крайности, бхиккху, Tathāgata полностью прозрел в Срединный Путь (majjhima paṭipada), порождающий видение, порождающий знание (ñāṇa), и ведущий к успокоению, к прямому знаню (abhiñña), к полному пробуждению (sambodhi), к Ниббане (Nibbāna). |
| Katamā ca sā, bhikkhave, majjhimā paṭipadā tathāgatena abhisambuddhā cakkhu·karaṇī ñāṇa·karaṇī upasamāya abhiññāya sambodhāya nibbānāya saṃvattati? Ayam·eva ariyo aṭṭhaṅgiko maggo, seyyathidaṃ: sammā·diṭṭhi, sammā·saṅkappo, sammā·vācā, sammā·kammanto, sammā·ājīvo, sammā·vāyāmo, sammā·sati, sammā·samādhi. Ayaṃ kho sā, bhikkhave, majjhimā paṭipadā tathāgatena abhisambuddhā cakkhu·karaṇī ñāṇa·karaṇī upasamāya abhiññāya sambodhāya nibbānāya saṃvattati. | И что же такое, бхиккху, этот Срединный Путь (majjhima paṭipada), к которому полностью прозрел Tathāgata , порождающий видение, порождающий знание (ñāṇa), и ведущий к умиротворению, к прямому знаню (abhiñña), к полному пробуждению (sambodhi), к Ниббане (Nibbāna)? Это, бхиккху, Благородный Восьмеричный Путь (ariya aṭṭhaṅgika magga), то есть: Правильное воззрение, Правильное намерение, Правильная речь, Правильные поступки, Правильные средства к жизни, Правильное усилие, Правильная осознанность, Правильная собранность. Это, бхиккху, Срединный Путь (majjhima paṭipada), к которому прозрел Tathāgata , порождающий видение, порождающий знание (ñāṇa), и ведущий к успокоению, к прямому знаню (abhiñña), к полному пробуждению (sambodhi), к Ниббане (Nibbāna). |
| Idaṃ kho pana, bhikkhave, dukkhaṃ ariya·saccaṃ: jāti·pi dukkhā, jarā·pi dukkhā (byādhi·pi dukkho) maraṇam·pi dukkhaṃ, a·p·piyehi sampayogo dukkho, piyehi vippayogo dukkho, yampicchaṃ na labhati tam·pi dukkhaṃ; saṃkhittena pañc·upādāna·k·khandhā dukkhā. | Так же, бхиккху, это Благородная Истина (ariya sacca) о страдании (dukkha): рождение (jāti) это страдание, старость (jarā) это страдание, болезнь страдание, смерть (maraṇa) страдание, связь с неприятным страдание, разлука с приятным страдание, не получить то, что хочется, страдание; короче, пять присваиваемых совокупностей (upādāna'k'khandhas) это страдание. |
| Idaṃ kho pana, bhikkhave, dukkha·samudayaṃ ariya·saccaṃ: Y·āyaṃ taṇhā ponobbhavikā nandi·rāga·sahagatā tatra·tatr·ābhinandinī, seyyathidaṃ: kāma·taṇhā, bhava·taṇhā, vibhava·taṇhā. | Так же, бхиккху, это Благородная истина (ariya sacca) о причине (samudaya) страдания (dukkha): причина в жажде (taṇhā), ведущей к перерождению, жажде наполненной желанием и наслаждением, ищущей удовольствия то здесь то там; то есть: жажда чувственных налаждений (kāma-taṇhā), жажда существования (bhava-taṇhā) и жажда несуществования (vibhava-taṇhā). |
| Idaṃ kho pana, bhikkhave, dukkha·nirodhaṃ ariya·saccaṃ: yo tassā·y·eva taṇhāya asesa·virāga·nirodho cāgo paṭinissaggo mutti anālayo. | Так же, бхиккху, это Благородная истина (ariya sacca) о прекращении (nirodha) страдания (dukkha): бесстрастие (virāga), прекращение (nirodha), отказ, отречение, оставление и свобода от этой самой жажды (taṇhā). |
| Idaṃ kho pana, bhikkhave, dukkha·nirodha·gāminī paṭipadā ariya·saccaṃ: ayam·eva ariyo aṭṭhaṅgiko maggo, seyyathidaṃ: sammā·diṭṭhi, sammā·saṅkappo, sammā·vācā, sammā·kammanto, sammā·ājīvo, sammā·vāyāmo, sammā·sati, sammā·samādhi. | Так же, бхиккху, это Благородная истина (ariya sacca) о пути ведущему (gāminī paṭipada) к прекращению (nirodha) страдания (dukkha): Это тот самый Благородный Восьмеричный Путь (ariya aṭṭhaṅgika magga), то есть: Правильное воззрение, Правильное намерение, Правильная речь, Правильные поступки, Правильные средства к жизни, Правильное усилие, Правильная осознанность, Правильная собранность. |
| Idaṃ dukkhaṃ ariyasacca’ nti: me, bhikkhave, pubbe an·anussutesu dhammesu cakkhuṃ udapādi, ñāṇaṃ udapādi, paññā udapādi, vijjā udapādi, āloko udapādi. Taṃ kho pan·idaṃ dukkhaṃ ariyasaccaṃ pariññeyya’ nti: me, bhikkhave, pubbe an·anussutesu dhammesu cakkhuṃ udapādi, ñāṇaṃ udapādi, paññā udapādi, vijjā udapādi, āloko udapādi. Taṃ kho pan·idaṃ dukkhaṃ ariyasaccaṃ pariññāta’ nti: me, bhikkhave, pubbe an·anussutesu dhammesu cakkhuṃ udapādi, ñāṇaṃ udapādi, paññā udapādi, vijjā udapādi, āloko udapādi.                                                                     | (1) это Благородная истина (ariya sacca) о страдании (dukkha): Так, бхиккху, неслыханных прежде вещей во мне, видение возникло, знание (ñāṇa) возникло, мудрость (paññā) возникла, высшее знание (vijjā) возникло, свет возник. (2) Эту благородную истину (ariya sacca) о страдании (dukkha) нужно полностью понять: Так, бхиккху, неслыханных прежде вещей во мне, видение возникло, знание (ñāṇa) возникло, мудрость (paññā) возникла, высшее знание (vijjā) возникло, свет возник. (3) Это благородная истина (ariya sacca) о страдании (dukkha) была полностью понята: Так, бхиккху, неслыханных прежде вещей во мне, видение возникло, знание (ñāṇa) возникло, мудрость (paññā) возникла, высшее знание (vijjā) возникло, свет возник . |
| ‘Idaṃ dukkha·samudayaṃ ariyasacca’ nti: me, bhikkhave, pubbe an·anussutesu dhammesu cakkhuṃ udapādi, ñāṇaṃ udapādi, paññā udapādi, vijjā udapādi, āloko udapādi. Taṃ kho pan·idaṃ dukkha·samudayaṃ ariyasaccaṃ pahātabba’ nti: me, bhikkhave, pubbe an·anussutesu dhammesu cakkhuṃ udapādi, ñāṇaṃ udapādi, paññā udapādi, vijjā udapādi, āloko udapādi. Taṃ kho pan·idaṃ dukkha·samudayaṃ ariyasaccaṃ pahīna’ nti: me, bhikkhave, pubbe an·anussutesu dhammesu cakkhuṃ udapādi, ñāṇaṃ udapādi, paññā udapādi, vijjā udapādi, āloko udapādi.                                             | (4) Это Благородная истина (ariya sacca) о причине (samudaya) страдания (dukkha): Так, бхиккху, неслыханных прежде вещей во мне, видение возникло, знание (ñāṇa) возникло, мудрость (paññā) возникла, высшее знание (vijjā) возникло, свет возник . (5) Эту Благородную истину (ariya sacca) о причине страдания (dukkha·samudaya) нужно [использовать], чтобы отбросить [страдание]: Так, бхиккху, неслыханных прежде вещей во мне, видение возникло, знание (ñāṇa) возникло, мудрость (paññā) возникла, высшее знание (vijjā) возникло, свет возник . (6) Это Благородная истина (ariya sacca) о причине страдания (dukkha·samudaya) была отброшена: Так, бхиккху, неслыханных прежде вещей во мне, видение возникло, знание (ñāṇa) возникло, мудрость (paññā) возникла, высшее знание (vijjā) возникло, свет возник .                                                                                  |
| Idaṃ dukkha·nirodhaṃ ariyasacca’ nti: me, bhikkhave, pubbe an·anussutesu dhammesu cakkhuṃ udapādi, ñāṇaṃ udapādi, paññā udapādi, vijjā udapādi, āloko udapādi. Taṃ kho pan·idaṃ dukkha·nirodhaṃ ariyasaccaṃ sacchikātabba’ nti: me, bhikkhave, pubbe an·anussutesu dhammesu cakkhuṃ udapādi, ñāṇaṃ udapādi, paññā udapādi, vijjā udapādi, āloko udapādi. Taṃ kho pan·idaṃ dukkha·nirodhaṃ ariyasaccaṃ sacchikata’ nti: me, bhikkhave, pubbe an·anussutesu dhammesu cakkhuṃ udapādi, ñāṇaṃ udapādi, paññā udapādi, vijjā udapādi, āloko udapādi.                                         | (7) Это Благородная истина (ariya sacca) о прекращении (nirodha) страдания (dukkha): Так, бхиккху, неслыханных прежде вещей во мне, видение возникло, знание (ñāṇa) возникло, мудрость (paññā) возникла, высшее знание (vijjā) возникло, свет возник . (8) Эту Благородную истину (ariya sacca) о прекращении (nirodha) страдания (dukkha) нужно лично испытать: Так, бхиккху, неслыханных прежде вещей во мне, видение возникло, знание (ñāṇa) возникло, мудрость (paññā) возникла, высшее знание (vijjā) возникло, свет возник . (9) Это Благородная истина (ariya sacca) о прекращении (nirodha) страдания (dukkha) была лично испытана: Так, бхиккху, неслыханных прежде вещей во мне, видение возникло, знание (ñāṇa) возникло, мудрость (paññā) возникла, высшее знание (vijjā) возникло, свет возник.                                                                                              |
| ‘Idaṃ dukkha·nirodha·gāminī paṭipadā ariyasacca’ nti: me, bhikkhave, pubbe an·anussutesu dhammesu cakkhuṃ udapādi, ñāṇaṃ udapādi, paññā udapādi, vijjā udapādi, āloko udapādi. Taṃ kho pan·idaṃ dukkha·nirodha·gāminī paṭipadā ariyasaccaṃ bhāvetabba’ nti: me, bhikkhave, pubbe an·anussutesu dhammesu cakkhuṃ udapādi, ñāṇaṃ udapādi, paññā udapādi, vijjā udapādi, āloko udapādi. Taṃ kho pan·idaṃ dukkha·nirodha·gāminī paṭipadā ariyasaccaṃ bhāvita’ nti: me, bhikkhave, pubbe an·anussutesu dhammesu cakkhuṃ udapādi, ñāṇaṃ udapādi, paññā udapādi, vijjā udapādi, āloko udapādi. | (10) Это Благородная истина (ariya sacca) о пути ведущему (gāminī paṭipada) к прекращению (nirodha) страдания (dukkha): Так, бхиккху, неслыханных прежде вещей во мне, видение возникло, знание (ñāṇa) возникло, мудрость (paññā) возникла, высшее знание (vijjā) возникло, свет возник. (11) Эту Благородную истину (ariya sacca) о пути ведущему (gāminī paṭipada) к прекращению (nirodha) страдания (dukkha) следует развить: Так, бхиккху, неслыханных прежде вещей во мне, видение возникло, знание (ñāṇa) возникло, мудрость (paññā) возникла, высшее знание (vijjā) возникло, свет возник . (12) Эта Благородная истина (ariya sacca) о пути ведущему (gāminī paṭipada) к прекращению (nirodha) страдания (dukkha) была развита: Так, бхиккху, неслыханных прежде вещей во мне, видение возникло, знание (ñāṇa) возникло, мудрость (paññā) возникла, высшее знание (vijjā) возникло, свет возник . |
| Yāvakīvañ·ca me, bhikkhave, imesu catūsu ariyasaccesu evaṃ ti·parivaṭṭaṃ dvādas·ākāraṃ yathā·bhūtaṃ ñāṇa·dassanaṃ na su·visuddhaṃ ahosi, neva tāv·āhaṃ, bhikkhave, sa·deva·ke loke sa·māra·ke sa·brahma·ke sa·s·samaṇa·brāhmaṇiyā pajāya sa·deva·manussāya anuttaraṃ sammā·sambodhiṃ abhisambuddho paccaññāsiṃ. | И пока, бхиккху, мое знание и видение этих четырех Благородных Истин в их двенадцати аспектах и трех фазах не стало совершенно чистым, я не заявлял, что я пробудился к верховному просветлению (sammā·sambodhi) в этом мире с его богами (devas), с его Марами и Брахмами, с отшельниками (samaṇas) и брахманами, в этом поколении с его богами и людьми. |
| Yato ca kho me, bhikkhave, imesu catūsu ariyasaccesu evaṃ ti·parivaṭṭaṃ dvādas·ākāraṃ yathā·bhūtaṃ ñāṇa-dassanaṃ su·visuddhaṃ ahosi, ath·āhaṃ, bhikkhave, sa·deva·ke loke sa·māra·ke sa·brahma·ke sa·s·samaṇa·brāhmaṇiyā pajāya sa·deva·manussāya anuttaraṃ sammā·sambodhiṃ abhisambuddho paccaññāsiṃ. Ñāṇa·ñca pana me dassanaṃ udapādi: ‘akuppā me vimutti, ayam·antimā jāti, natth·idāni puna·b·bhavo’ ti. | Но как только, бхиккху, мое знание и видение этих четырех Благородных Истин в их двенадцати аспектах и трех фазах стало совершенно чистым, я заявил, что я полностью пробудился к верховному просветлению (sammā·sambodhi) в этом мире с его богами (devas), с его Марами и Брахмами, с отшельниками (samaṇas) и брахманами, в этом поколении с его богами и людьми. Знание (ñāṇa) и видение возникли во мне: мое освобождение (vimutti) непоколебимо, это моя последняя жизнь (jāti), дальнейшего существования (bhava) больше нет. |
| Idam·avoca bhagavā. Attamanā pañca·vaggiyā bhikkhū bhagavato bhāsitaṃ abhinandunti. Imasmi·ñca pana veyyākaraṇasmiṃ bhaññamāne āyasmato koṇḍaññassa virajaṃ vītamalaṃ dhamma·cakkhuṃ udapādi: yaṃ kiñci samudaya·dhammaṃ, sabbaṃ taṃ nirodha·dhamma' nti. | Так говорил Благословенный (Bhagavā). Группа из пяти бхиккху обрадовалась словам Благословенного. И когда это учение было произнесено, в благородном Конданье свободное от страсти, непорочное видение Дхаммы возникло: все, что имеет природу возникновения (samudaya), имеет природу прекращения (nirodha). |
| Pavattite ca pana bhagavatā dhamma·cakke bhummā devā saddam·anussāvesuṃ: 'etaṃ bhagavatā bārāṇasiyaṃ isipatane miga·dāye anuttaraṃ dhamma·cakkaṃ pavattitaṃ appaṭivattiyaṃ samaṇena vā brāhmaṇena vā devena vā mārena vā brahmunā vā kenaci vā lokasmin·ti. | И когда Благословенный (Bhagavā) привел в движение Колесо Дхаммы (Dhamma), дэвы земли громко объявили: "В Варанаси, в Оленьем парке в Исипатане, Благословенный привел в движение высшее Колесо Дхаммы, которое не остановить ни отшельникам (samaṇena), ни брахманам, ни девам (devas), ни Марам, ни Брахме и ни кому-либо в мире." |
| Bhummānaṃ devānaṃ saddaṃ sutvā cātumahārājikā devā saddam·anussāvesuṃ: 'etaṃ bhagavatā bārāṇasiyaṃ isipatane miga·dāye anuttaraṃ dhamma·cakkaṃ pavattitaṃ appaṭivattiyaṃ samaṇena vā brāhmaṇena vā devena vā mārena vā brahmunā vā kenaci vā lokasmin·ti. | Услышав клич дев земли, Чатумахараджика дэвы громко объявили: "В Варанаси, в Оленьем парке в Исипатане, Благословенный привел в движение высшее Колесо Дхаммы, которое не остановить ни отшельникам (samaṇena), ни брахманам, ни девам (devas), ни Марам, ни Брахме и ни кому-либо в мире." |
| Cātumahārājikānaṃ devānaṃ saddaṃ sutvā tāvatiṃsā devā saddam·anussāvesuṃ: 'etaṃ bhagavatā bārāṇasiyaṃ isipatane miga·dāye anuttaraṃ dhamma·cakkaṃ pavattitaṃ appaṭivattiyaṃ samaṇena vā brāhmaṇena vā devena vā mārena vā brahmunā vā kenaci vā lokasmin·ti. | Услышав клич дэв Чатумахараджика, дэвы Таватимса громко объявили: "В Варанаси, в Оленьем парке в Исипатане, Благословенный привел в движение высшее Колесо Дхаммы, которое не остановить ни отшельникам (samaṇena), ни брахманам, ни девам (devas), ни Марам, ни Брахме и ни кому-либо в мире." |
| Tāvatiṃsānaṃ devānaṃ saddaṃ sutvā yāmā devā saddam·anussāvesuṃ: 'etaṃ bhagavatā bārāṇasiyaṃ isipatane miga·dāye anuttaraṃ dhamma·cakkaṃ pavattitaṃ appaṭivattiyaṃ samaṇena vā brāhmaṇena vā devena vā mārena vā brahmunā vā kenaci vā lokasmin·ti. | Услышав клич дев Таватимса, дэвы Яма громко объявили: "В Варанаси, в Оленьем парке в Исипатане, Благословенный привел в движение высшее Колесо Дхаммы, которое не остановить ни отшельникам (samaṇena), ни брахманам, ни девам (devas), ни Марам, ни Брахме и ни кому-либо в мире." |
| Yāmānaṃ devānaṃ saddaṃ sutvā tusitā devā saddam·anussāvesuṃ: 'etaṃ bhagavatā bārāṇasiyaṃ isipatane miga·dāye anuttaraṃ dhamma·cakkaṃ pavattitaṃ appaṭivattiyaṃ samaṇena vā brāhmaṇena vā devena vā mārena vā brahmunā vā kenaci vā lokasmin·ti. | Услышав клич дэв Яма, дэвы Тусита громко объявили: "В Варанаси, в Оленьем парке в Исипатане, Благословенный привел в движение высшее Колесо Дхаммы, которое не остановить ни отшельникам (samaṇena), ни брахманам, ни девам (devas), ни Марам, ни Брахме и ни кому-либо в мире." |
| Tusitānaṃ devānaṃ saddaṃ sutvā nimmānaratī devā saddam·anussāvesuṃ: 'etaṃ bhagavatā bārāṇasiyaṃ isipatane miga·dāye anuttaraṃ dhamma·cakkaṃ pavattitaṃ appaṭivattiyaṃ samaṇena vā brāhmaṇena vā devena vā mārena vā brahmunā vā kenaci vā lokasmin·ti. | Услышав клич дэв Тусита, дэвы Нимманарати громко объявили: "В Варанаси, в Оленьем парке в Исипатане, Благословенный привел в движение высшее Колесо Дхаммы, которое не остановить ни отшельникам (samaṇena), ни брахманам, ни девам (devas), ни Марам, ни Брахме и ни кому-либо в мире." |
| Nimmānaratīnaṃ devānaṃ saddaṃ sutvā paranimmitavasavattī devā saddam·anussāvesuṃ: 'etaṃ bhagavatā bārāṇasiyaṃ isipatane miga·dāye anuttaraṃ dhamma·cakkaṃ pavattitaṃ appaṭivattiyaṃ samaṇena vā brāhmaṇena vā devena vā mārena vā brahmunā vā kenaci vā lokasmin·ti. | Услышав клич дэв Нимманарати, дэвы Параниммитавасаватти громко объявили: "В Варанаси, в Оленьем парке в Исипатане, Благословенный привел в движение высшее Колесо Дхаммы, которое не остановить ни отшельникам (samaṇena), ни брахманам, ни девам (devas), ни Марам, ни Брахме и ни кому-либо в мире." |
| Paranimmitavasavattīnaṃ devānaṃ saddaṃ sutvā brahmakāyikā devā saddam·anussāvesuṃ: 'etaṃ bhagavatā bārāṇasiyaṃ isipatane miga·dāye anuttaraṃ dhamma·cakkaṃ pavattitaṃ appaṭivattiyaṃ samaṇena vā brāhmaṇena vā devena vā mārena vā brahmunā vā kenaci vā lokasmin·ti. | Услышав клич дев Параниммитавасаватти, дэвы Брахмакайика громко объявили: "В Варанаси, в Оленьем парке в Исипатане, Благословенный привел в движение высшее Колесо Дхаммы, которое не остановить ни отшельникам (samaṇena), ни брахманам, ни девам (devas), ни Марам, ни Брахме и ни кому-либо в мире." |
| Iti·ha tena khaṇena tena muhuttena yāva brahma·lokā saddo abbhuggacchi. Aya·ñca dasasahassi·loka·dhātu saṅkampi sampakampi sampavedhi, appamāṇo ca uḷāro obhāso loke pāturahosi atikkamma devānaṃ dev·ānubhāva' nti. | Так, в тот момент, в ту самую секунду, клич распространился до самой Брахмалоки. И вся десятитысячная сфера миров содрогнулась, задрожала и затряслась, и в мире появился великий, безграничный свет, в котором поблекло великолепие богов (devas). |
| Atha kho bhagavā imaṃ udānaṃ udānesi: ‘aññāsi vata, bho, koṇḍañño, aññāsi vata, bho, koṇḍañño’ ti! Iti hidaṃ āyasmato koṇḍaññassa ‘aññāsi·koṇḍañño’ tv·eva nāmaṃ ahosīti. | И тогда Благословенный радостно воскликнул (udāna): "Конданья действительно понял! Конданья действительно понял!" Так, благородный Конданья получил имя Конданья-Понявший (aññāsi koṇḍañño) |